# Ішна (річка)
Ішна (порт. Isna; МФА: [ˈiʒ.nɐ]) — річка в Португалії. Притока річки Зезере, складова її річкової системи. Довжина — 45,5 км. Площа басейну — 305 км².  Впадає у Зезере.Притоки — .

## Назва
- І́шна (порт. Isna, МФА: [ˈiʒ.nɐ], [і́жна]) — сучасна португальська назва.
- І́сна (ст.-порт. і ісп. Isna) — старопортугальська й іспанська назва.